# Sydäppelros
Sydäppelros (Rosa micrantha) är en rosväxtart. Sydäppelros ingår i släktet rosor, och familjen rosväxter.

## Underarter
Arten delas in i följande underarter:
- R. m. chionistrae
- R. m. micrantha

## Bildgalleri

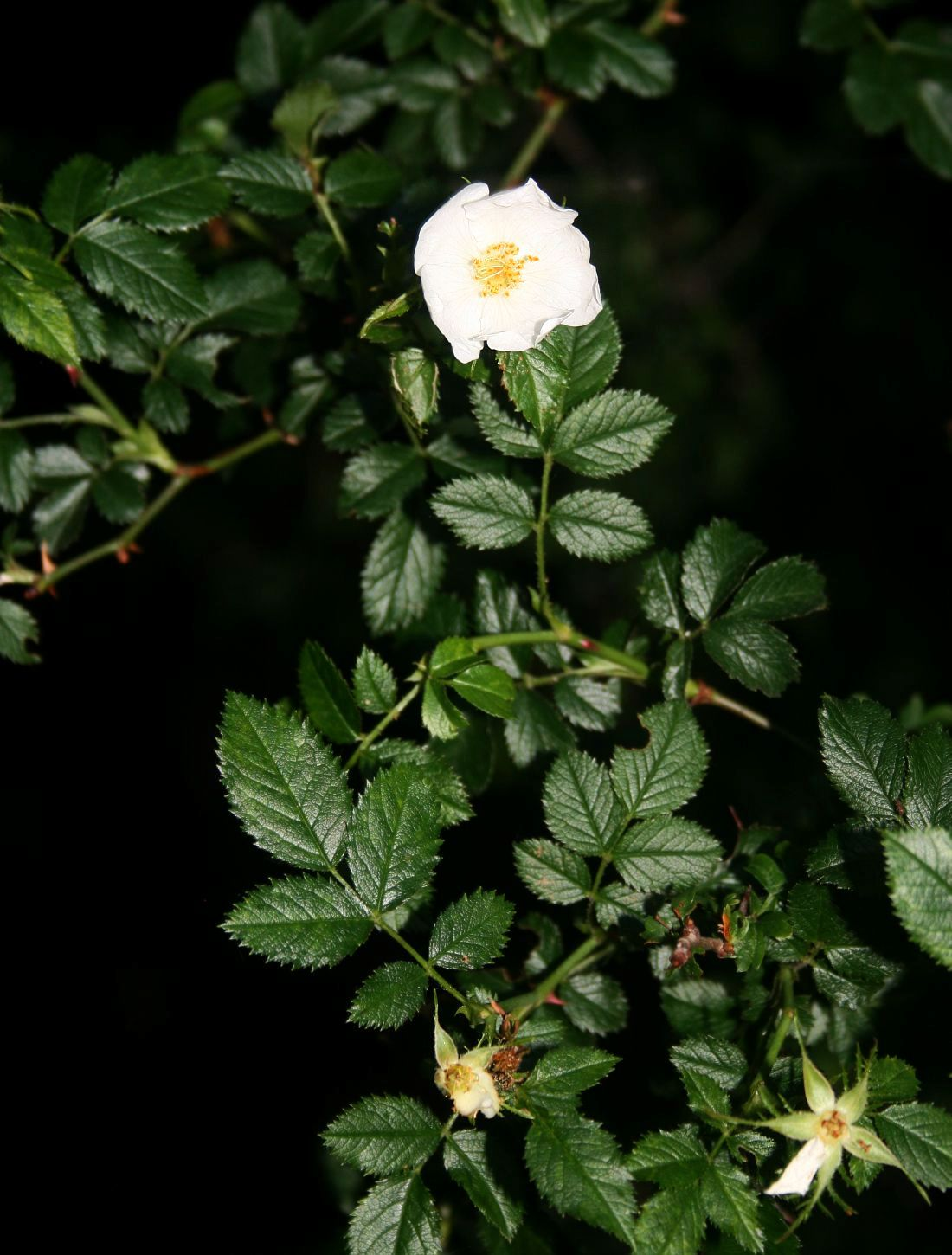
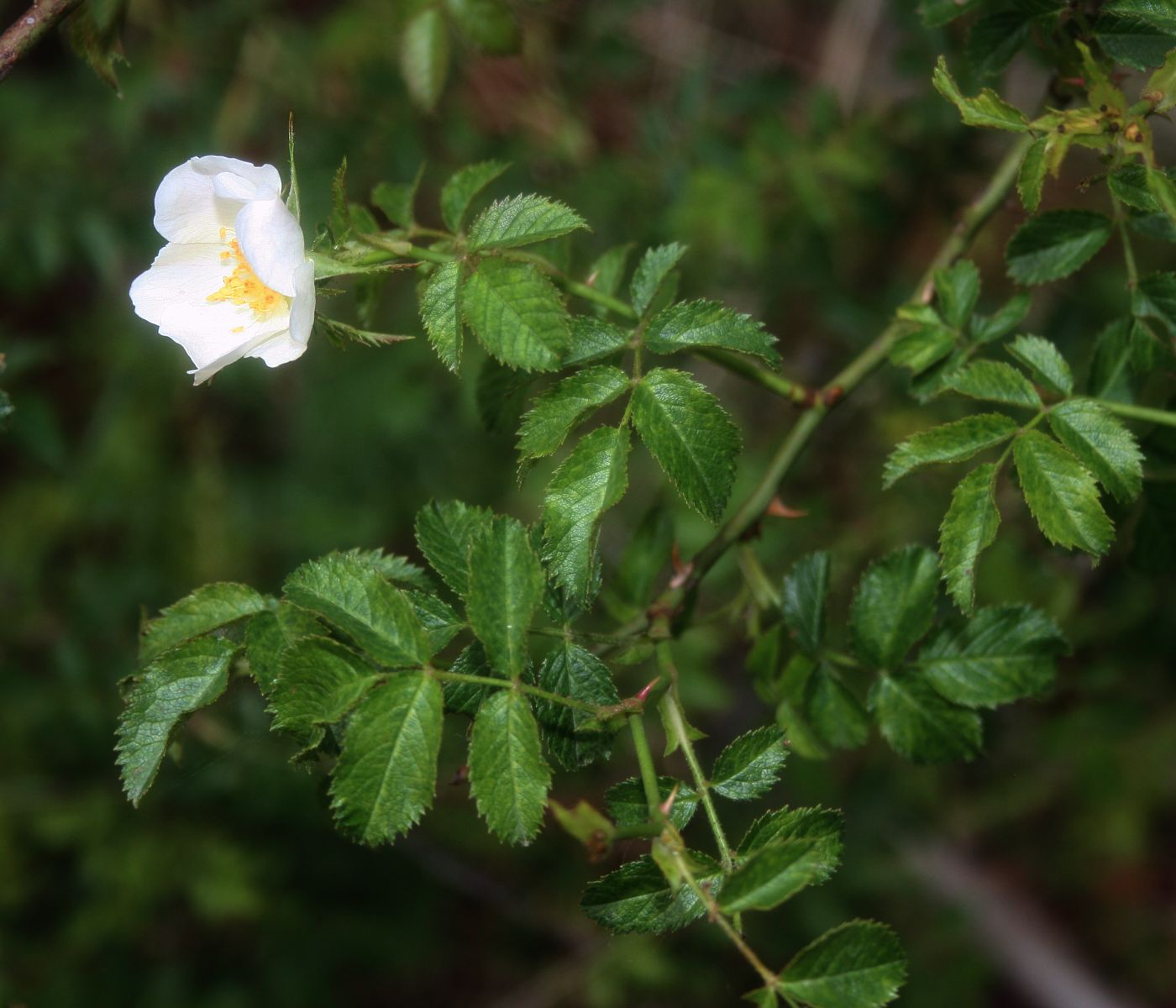
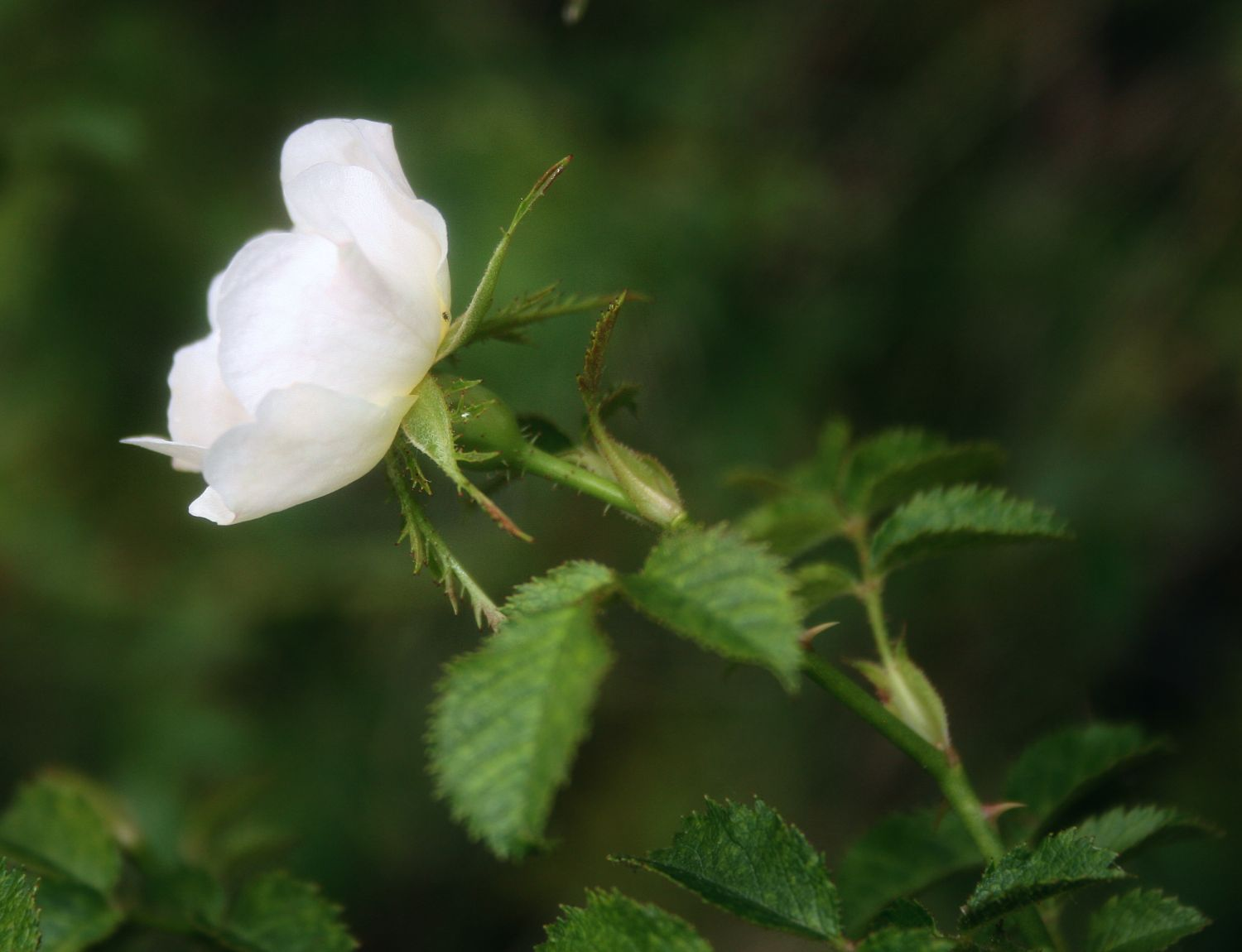
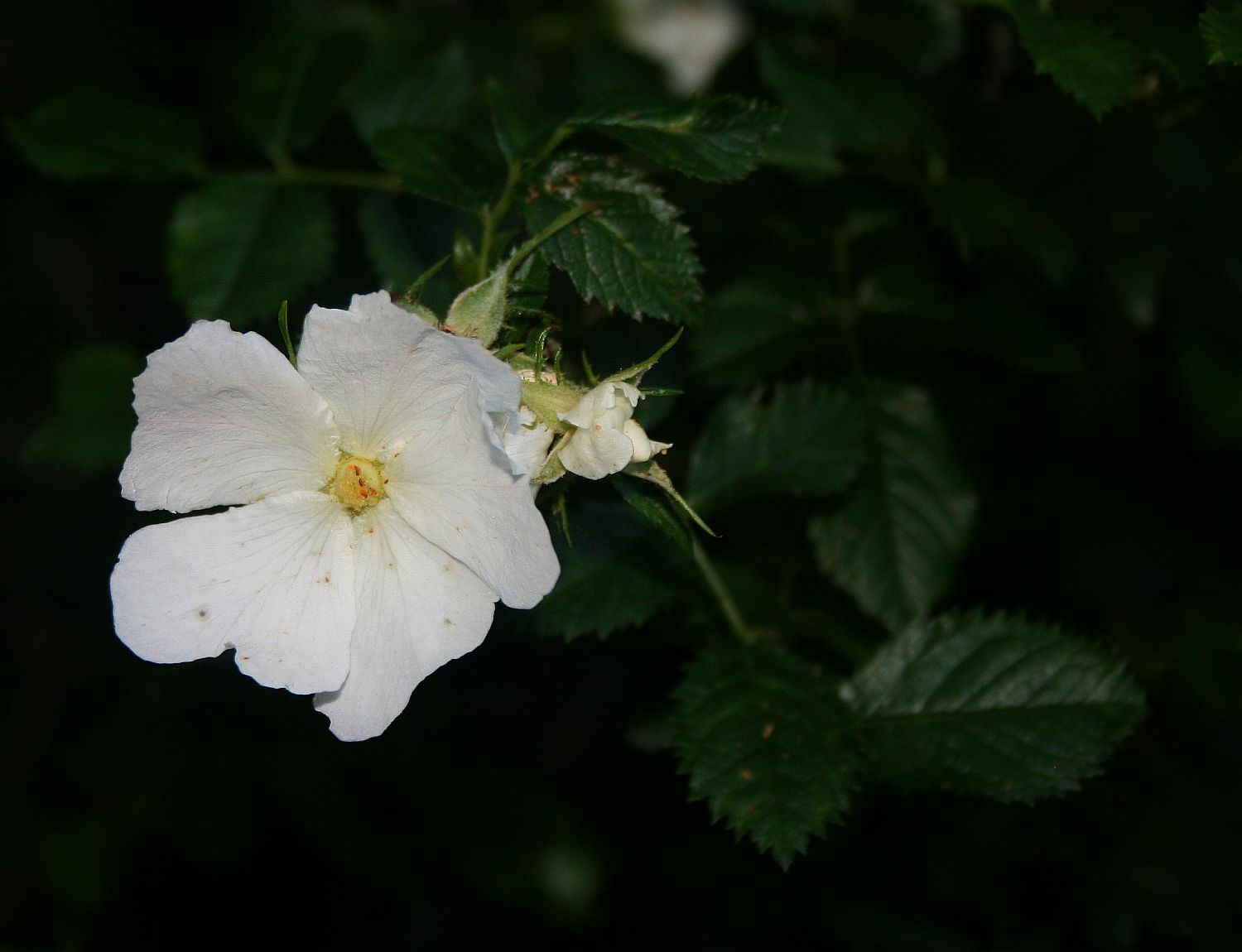
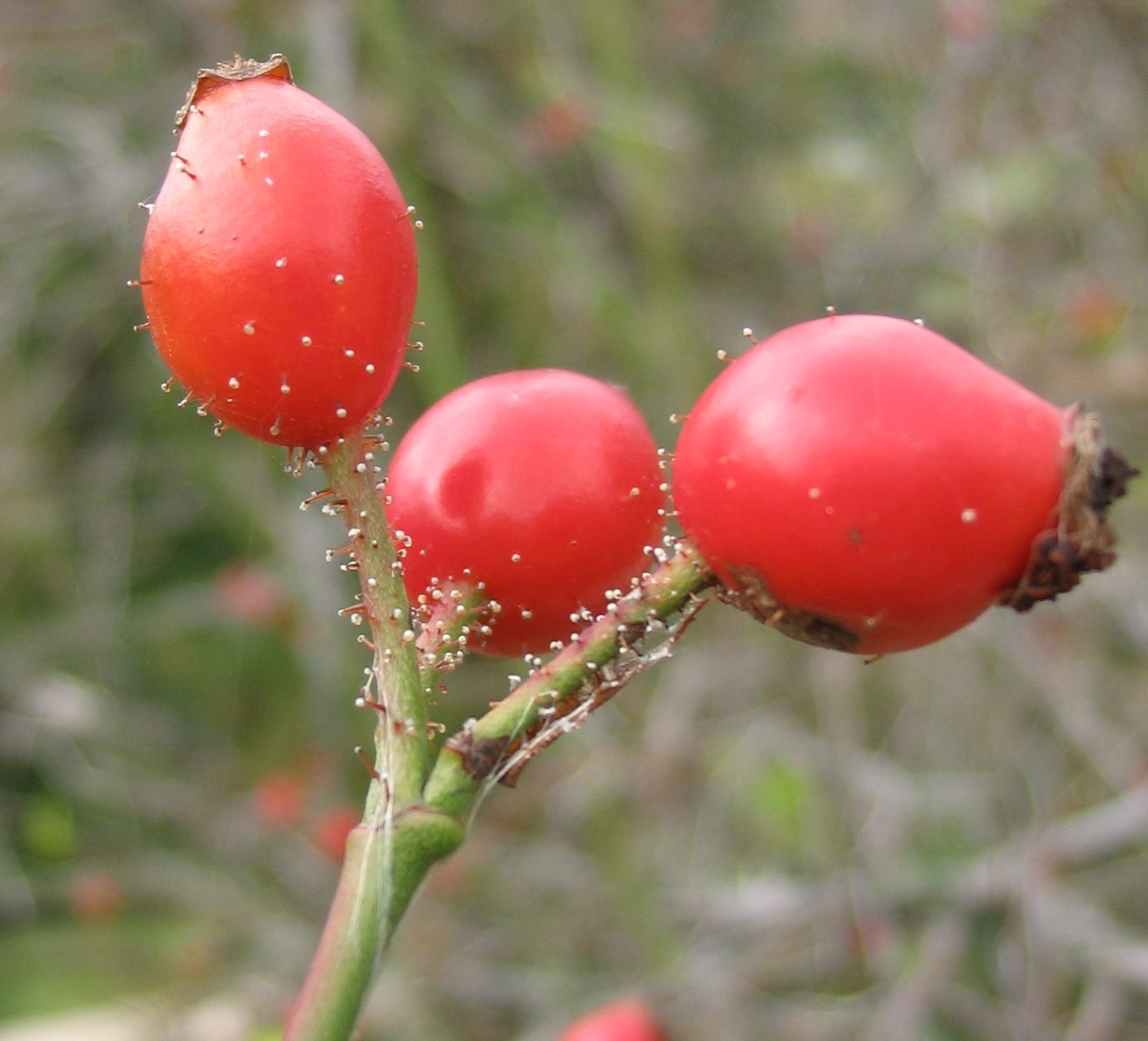
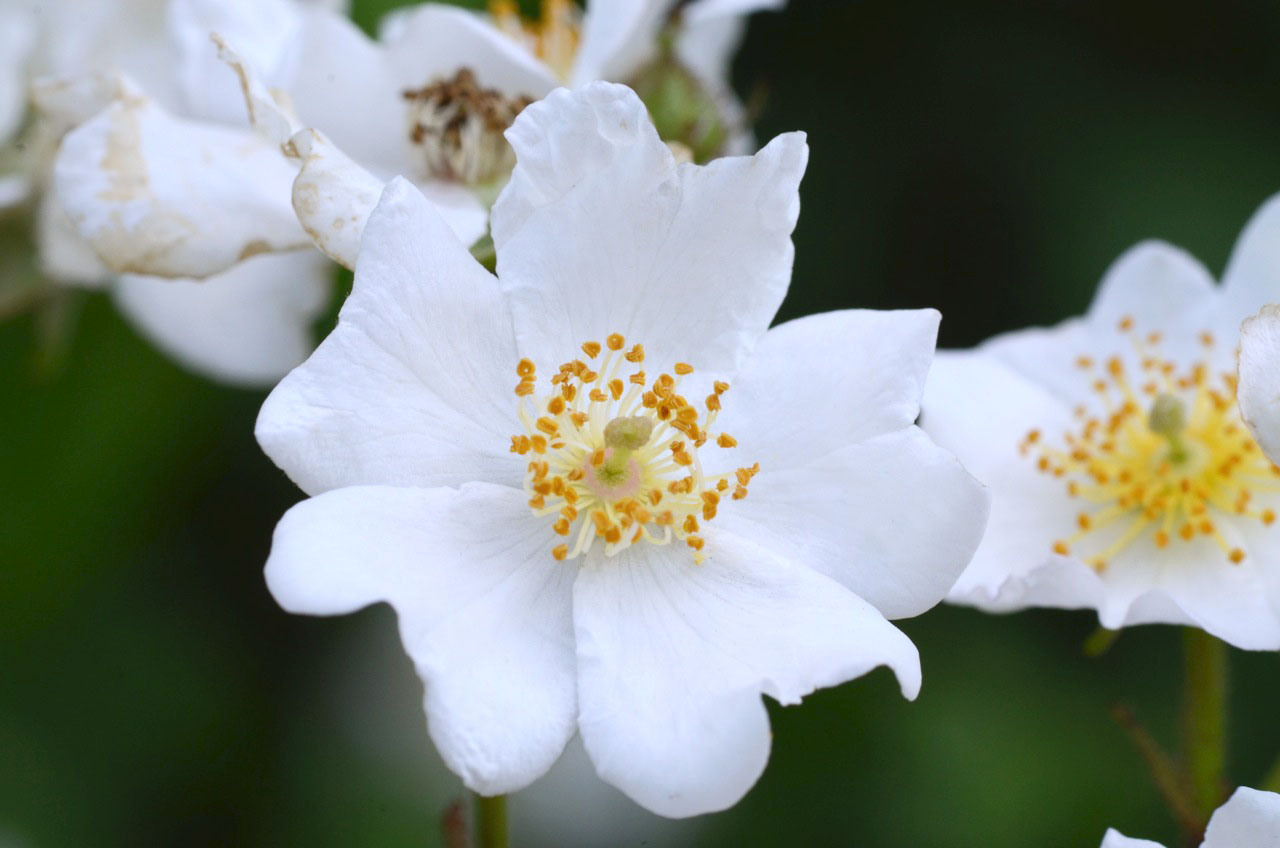